# Chiloglanis micropogon
Chiloglanis micropogon är en fiskart som beskrevs av Poll, 1952. Chiloglanis micropogon ingår i släktet Chiloglanis, och familjen Mochokidae. Inga underarter finns listade.
Arten förekommer i vattendrag och andra vattenansamlingar i tropiska delar av Afrika. Den når en längd av 5 cm. Den har i ryggfenan en taggstrål och 6 mjukstrålar. I analfenan finns 3 taggstrålar och 7 mjukstrålar. Arten har jämförd med Chiloglanis batesii fler tänder.